# Johann Kazda
Johann Kazda (* 11. September 1869 in Wien; † 30. Jänner 1931 ebenda) war ein österreichischer Architekt.

## Biographie
Johann oder Hans Kazda, der als Sohn des Maurermeisters und ab 1900 k.k. Hofstuckateurmeisters Thomas Kazda geboren wurde, absolvierte zwischen 1885 und 1886 die Baugewerbliche Abteilung der Werkmeisterschule der Staatsgewerbeschule im 1. Wiener Gemeindebezirk Innere Stadt. 1896 erwarb er die Konzession als Baumeister.
Johann Kazda errichtete vor allem im Wiener Bezirk Währing Wohnhäuser. Neben seiner beruflichen Funktion als Architekt und Baumeister, der im Auftrag anderer tätig wurde, war er auch als Bauherr aktiv. Der zeitgenössischen Vorkriegspresse zufolge gehörte er zu den reichsten Baumeistern der Stadt.
Auf einen großen Bau-Boom nach dem Ende des Ersten Weltkriegs vertrauend, verkaufte Hans Kazda seine Immobilien, um wieder ins Geschäft einsteigen zu können. Entgegen seinen Hoffnungen entwickelte sich die Wirtschaft aber schlecht, er erhielt kaum Aufträge und die Inflation entwertete sein als Startkapital gedachtes Barvermögen.
Als Johann Kazda im Jänner 1931 verarmt starb, vermutete die Presse Selbstmord durch Gift.

## Ehrungen
Johann Kazda wurde am 5. Februar 1931 auf dem Hernalser Friedhof in einem Grab mit Grabnutzungsrecht auf Friedhofsdauer beigesetzt.

## Mitgliedschaften
- ab 1896: Bau- und Steinmetzmeister-Genossenschaft Wien
- ab 1900: Verein der Baumeister Niederösterreichs

## Bauwerke
| Foto  |                 | Baujahr   | Name                              | Standort                                                                   | Beschreibung | Metadaten                                                                      |
| ----- | --------------- | --------- | --------------------------------- | -------------------------------------------------------------------------- | --- | ------------------------------------------------------------------------------ |
| ja    | Datei hochladen | 1896      | Doppelwohnhaus                    | Wien 18, Haizingergasse 8 und 10 Standort                                  | Anmerkung: Bauführer: Kazda, Bauherren: Josef und Anna Rossi | P84(Architekt): P131(Ort):                                                     |
| ja    | Datei hochladen | 1899      | Wohnhaus                          | Wien 18, Lazaristengasse 12 Standort                                       | Anmerkung: Bauherr, Entwurf und Ausführung | P84(Architekt):Johann Kazda P131(Ort):Wien Region-ISO:AT-9                     |
| ja    | Datei hochladen | 1899      | Wohnhaus                          | Wien 18, Lazaristengasse 14 Standort                                       | Anmerkung: Bauherr, Entwurf und Ausführung | P84(Architekt): P131(Ort):                                                     |
| ja    | Datei hochladen | 1899      | Wohnhaus                          | Wien 18, Vinzenzgasse 11 / Plenergasse 22 Standort                         | | P84(Architekt): P131(Ort):                                                     |
| BW    | Datei hochladen | 1899      | Wohnhaus                          | Wien 18, Vinzenzgasse 13 Standort                                          | | P84(Architekt): P131(Ort):                                                     |
| BW    | Datei hochladen | 1899      | Wohnhaus                          | Wien 18, Vinzenzgasse 15 / Währinger Straße 143 Standort                   | | P84(Architekt): P131(Ort):                                                     |
| ja    | Datei hochladen | 1899–1900 | Wohnhaus                          | Wien 18, Haizingergasse 49 / Lazaristengasse 16 Standort                   | Anmerkung: Bauherr, Entwurf und Ausführung | P84(Architekt):Johann Kazda P131(Ort):Wien Region-ISO:AT-9                     |
| ja    | Datei hochladen | 1900      | Wohnhaus                          | Wien 18, Lazaristengasse 10 / Hofstattgasse 26 Standort                    | Anmerkung: Bauherr, Entwurf und Ausführung | P84(Architekt):Johann Kazda P131(Ort):Wien Region-ISO:AT-9                     |
| ja    | Datei hochladen | 1901      | Wohnhaus                          | Wien 18, Vinzenzgasse 9 / Plenergasse 21 Standort                          | | P84(Architekt):Johann Kazda P131(Ort):Wien Region-ISO:AT-9                     |
| ja    | Datei hochladen | 1901–1902 | Straßenhof                        | Wien 18, Haizingergasse 47 Standort                                        | Anmerkung: Bauherr, Entwurf und Ausführung | P84(Architekt):Johann Kazda P131(Ort):Wien Region-ISO:AT-9                     |
| ja    | Datei hochladen | 1901–1902 | Wohnhaus                          | Wien 18, Hofstattgasse 24 Standort                                         | Anmerkung: Bauherr, Entwurf und Ausführung | P84(Architekt):Johann Kazda P131(Ort):Wien Region-ISO:AT-9                     |
| ja    | Datei hochladen | 1902      | Wohnhaus                          | Wien 18, Türkenschanzstraße 2 / Gentzgasse 110 Standort                    | Anmerkung: Bauherr, Entwurf und Ausführung | P84(Architekt):Johann Kazda P131(Ort):Wien Region-ISO:AT-9                     |
| ja    | Datei hochladen | 1903–1905 | Wohnhaus                          | Wien 18, Schulgasse 80–86 / Klostergasse 10 / Vinzenzgasse 7 Standort      | Anmerkung: Entwurf und Ausführung | P84(Architekt): P131(Ort):                                                     |
| ja    | Datei hochladen | 1904      | Wohnhaus                          | Wien 4, Margaretenstraße 52 / Kettenbrückengasse 2 Standort                | Anmerkung: Bauherr, Entwurf und Ausführung | P84(Architekt):Johann Kazda P131(Ort):Wien Region-ISO:AT-9                     |
| ja    | Datei hochladen | 1905      | Miethaus                          | Wien 8, Hamerlingplatz 4 Standort                                          | | P84(Architekt):Arthur Baron, Johann Kazda P131(Ort):Josefstadt Region-ISO:AT-9 |
| ja    | Datei hochladen | 1905      | Wohnhaus                          | Wien 12, Zenogasse 3 Standort                                              | | P84(Architekt):Johann Kazda P131(Ort):Wien Region-ISO:AT-9                     |
| ja    | Datei hochladen | 1905      | Doppelwohnhaus                    | Wien 18, Plenergasse 23 und 25 Standort                                    | Anmerkung: Entwurf und Ausführung | P84(Architekt): P131(Ort):                                                     |
| ja    | Datei hochladen | 1906      | Wohnhaus                          | Wien 8, Krotenthallergasse 4 Standort                                      | | P84(Architekt):Johann Kazda P131(Ort):Josefstadt Region-ISO:AT-9               |
| ja    | Datei hochladen | 1906      | Doppelwohnhaus                    | Wien 8, Schönborngasse 16 und 18 Standort                                  | | P84(Architekt): P131(Ort):                                                     |
| ja BW | Datei hochladen | 1907–1908 | ehemal. Wiener Cottage Sanatorium | Wien 18, Sternwartestraße 74 / Litrowgasse / Joseph-Kainz-Platz 3 Standort | Beim Wiener Cottage-Sanatorium für Stoffwechsel- und Nervenkranke trat Johann Kazda als Partner des ärztlichen Leiters Doktor Rudolf Urbantschitsch auf, mit dem er eine öffentliche Gesellschaft gründete. Johann Kazda stellte den Baugrund zur Verfügung und errichtete das Sanatorium. Anmerkung: Heute Wohnhaus. Entwurf und Ausführung. | P84(Architekt): P131(Ort):Wien Region-ISO:AT-9                                 |
| ja    | Datei hochladen | 1909      | Wohnhaus                          | Wien 8, Albertgasse 1 Standort                                             | | P84(Architekt): P131(Ort):                                                     |
| ja    | Datei hochladen | 1909      | Wohnhaus                          | Wien 8, Albertgasse 1A Standort                                            | | P84(Architekt): P131(Ort):                                                     |